# Euchilia picipes
Euchilia picipes är en skalbaggsart som beskrevs av Waterhouse 1879. Euchilia picipes ingår i släktet Euchilia och familjen Cetoniidae. Inga underarter finns listade i Catalogue of Life.